# Broszczel górski
Broszczel górski (Philopotamus montanus) – gatunek owada z rzędu chruścików i rodziny broszczelowatych. Larwy budują sieci łowne, są filtratorami, żyją w strumieniach rhitral i rzekach potamal górskich, w przeszłości spotykany także na Pojezierzu Pomorskim.